# Кош-Тепа
Кош Тепа (пушту کانال قوش تیپه‎‎) — строящийся оросительный канал на севере Афганистана. Вода для канала отводится от реки Амударья примерно в 90 км к северо-западу от города Мазари-Шариф на границе с Таджикистаном. От истока канал проходит примерно на 10 км в южном направлении, а затем продолжается на запад к северу от Мазари-Шарифа. Затем канал проходит через провинцию Джаузджан и заканчивается в провинции Фарьяб у границы с Туркменистаном.
Берега и русло канала не бетонируются и не утрамбовываются из соображений экономии. Рыхлая, а местами песчаная почва удерживает воду, но ожидается значительная потеря воды за счет просачивания.
Канал будет построен в два этапа без технической и финансовой поддержки извне. Строительство началось в марте 2022 года. Первый участок канала протяженностью 108 км был завершен и наполнен водой 19 мая 2023 года. После завершения канал будет иметь общую длину 285 км, по другим данным даже 340 км (в зависимости от маршрута).
Афганское правительство возлагает большие надежды на амбициозный проект, поскольку канал предназначен для орошения более 500 тыс. гектаров земель на севере Афганистана. Это должно существенно облегчить порой катастрофическую продовольственную ситуацию в стране. Канал строится в расчёте на забор из Амударьи примерно 10 км³ воды в год, что составляет до четверти общего стока реки. По экспертным оценкам, это усугубит дефицит водных ресурсов в регионе. Ожидаемый отвод такого количества воды вызывает серьёзную озабоченность в странах нижнего течения, граничащих с Амударьей, прежде всего в Узбекистане.